# Німецька абетка

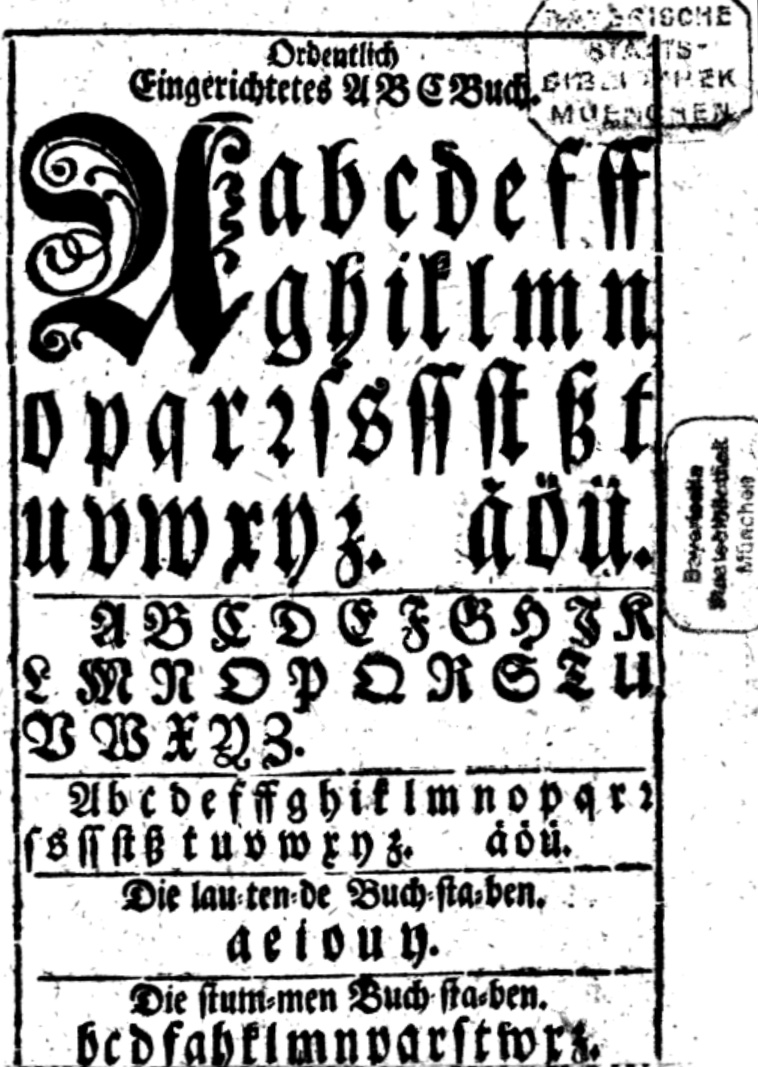
Німецька абетка (1750).

Німе́цька абе́тка, або німе́цький алфа́ві́т (нім. deutsches Alphabet) — абетка для запису німецької мови. Використовується у німецькомовних країнах: Німеччині, Австрії, Швейцарії, Ліхтенштейні і Люксембурзі; а також місцях компактного проживання німців: Бельгії, Данії (Північний Шлезвіг), Італії (Південний Тіроль), Польщі (Сілезія). Історично побутувала серед німців сучасних Чехії (Судети), Балтики (Литва, Латвія, Естонія), України (Галичина, Волинь, Буковина, Південна Україна тощо), Росії (Східна Пруссія, Поволжя, Інгрія). Базується на латинській абетці. Має 26 літер латинського алфавіту і 4 додаткові знаки: 3 умлаути (Ä, Ö, Ü) і 1 есцет (ß). У Швейцарії та Ліхтейштейні замість есцету використовують диграф ss.

## Літери
| Велика літера | A | B | C | D | E | F | G | H | I | J | K | L | M | N | O | P | Q | R | S | T | U | V | W | X | Y | Z |  | Ä | Ö | Ü |  | ẞ |
| Мала літера   | a | b | c | d | e | f | g | h | i | j | k | l | m | n | o | p | q | r | s | t | u | v | w | x | y | z |  | ä | ö | ü |  | ß |